# Sing into My Mouth
Sing into My Mouth je společné studiové album hudebníků Iron & Wine (Sam Beam) a Bena Bridwella. Vydáno bylo dne 17. července 2015 a obsahuje dvanáct coververzí. Název desky pochází z písně „This Must Be the Place (Naive Melody)“ od skupiny Talking Heads, která album otevírá. Dále se zde nachází například písně od zpěvačky Bonnie Raitt, skupiny Spiritualized či hudebníka Johna Calea. Deset let po vydání se dvojice sešla znovu a vydala pětipísňové EP Making Good Time.

## Seznam skladeb
| Pořadí | Název                                 | Autor                                                    | Původní interpret    | Délka |
| ------ | ------------------------------------- | -------------------------------------------------------- | -------------------- | ----- |
| 1.     | This Must Be the Place (Naive Melody) | Chris Frantz, David Byrne, Jerry Harrison, Tina Weymouth | Talking Heads        | 3:32  |
| 2.     | Done This One Before                  | Ronnie Lane                                              | Ronnie Lane          | 2:59  |
| 3.     | Any Day Woman                         | Paul Siebel                                              | Bonnie Raitt         | 2:50  |
| 4.     | You Know Me More Than I Know ()       | John Cale                                                | John Cale            | 3:29  |
| 5.     | Bulletproof Soul                      | Andrew Hale, Helen Adu, Stuart Matthewman                | Sade                 | 4:38  |
| 6.     | There's No Way Out of Here            | Ken Baker                                                | Unicorn              | 4:38  |
| 7.     | God Knows (You Gotta Give to Get)     | Sarah Assbring                                           | El Perro del Mar     | 3:22  |
| 8.     | The Straight and Narrow               | Jason Pierce                                             | Spiritualized        | 5:15  |
| 9.     | Magnolia                              | JJ Cale                                                  | JJ Cale              | 3:51  |
| 10.    | Am I a Good Man?                      | Willie Clarke                                            | Them Two             | 3:47  |
| 11.    | Ab's Song                             | Toy Caldwell                                             | Marshall Tucker Band | 1:19  |
| 12.    | Coyote, My Little Brother             | Peter La Farge                                           | Peter La Farge       | 5:06  |

## Obsazení
- Ben Bridwell – zpěv
- Sam Beam – zpěv
- Rob Burger – akordeon, elektrické piano, mellotron, varhany, klavír
- Jim Becker – kytara
- Matthew Lux – baskytara
- Joe Adamik – bicí, perkuse, basklarinet
- Jim Becker – kytara, harmonika
- Paul Niehaus – pedálová steel kytara
- Jim Becker – housle